# Großer Kluskopf
Der Große Kluskopf oder Große Klußkopf nahe Brilon-Wald im nordrhein-westfälischen Hochsauerlandkreis ist mit 760 m ü. NHN die höchste Erhebung des Höhenzugs Schellhorn im Rothaargebirge.

## Geographie

### Lage
Der im Sauerland befindliche Große Kluskopf liegt im Nordostteil des Rothaargebirges und bildet die südliche Erhebung des Schellhorns, einem im Hoppernkopf bis 805,6 m hohen Höhenzug zwischen der Hoppecke im Osten und deren Zufluss Schmalah im Westen; nach Süden leitet die Landschaft zum Hoppernkopf und nach Norden zum Rehkopf (675,1 m) über. Im Stadtgebiet von Brilon befindet er sich rund 3,5 km südlich von Brilon-Wald (südlicher Stadtteil von Brilon) und etwa 3 km nordwestlich des Kernorts von Willingen, das im benachbarten Landkreis Waldeck-Frankenberg in Nordhessen liegt.

### Naturräumliche Zuordnung
Der Große Kluskopf gehört in der naturräumlichen Haupteinheitengruppe Süderbergland (Nr. 33), in der Haupteinheit Rothaargebirge (mit Hochsauerland) (333) und in der Untereinheit Hochsauerländer Schluchtgebirge (333.8) zum Naturraum Schellhorn- und Treiswald (333.82). Die Landschaft leitet nach Süden in den Naturraum Langenberg (333.58) über.

### Berghöhe und -kuppen
Im Bereich des Großen Kluskopfes liegen drei Kuppen. Die Höhe der mittleren wird in der Topographischen Karte 1:50.000 mit 760,0 m angegeben. Nach der Deutschen Grundkarte 1:5000 von 2011 ist sie 760,4 m, die 330 m nordwestlich gelegene Kuppe 741,6 m und die kleinere, 240 m südlich gelegene Kuppe 738,2 m hoch.

## Schutzgebiete
Auf dem Großen Kluskopf liegen das Naturschutzgebiet Großer Kluskopf (CDDA-Nr. 329397; 2001 ausgewiesen; 2,53 ha groß) und Teile des Landschaftsschutzgebiets Hoppecke-Diemel-Bergland <Landschaftstyp A> (CDDA-Nr. 345020; 1989; 78,03 km²).

## Verkehr und Wandern
Östlich vorbei am Großen Kluskopf verlaufen im Tal der Hoppecke von Brilon-Wald nach Willingen die Bundesstraße 251 und die Uplandbahn. Am und auf der Erhebung verlaufen mehrere Waldwege und -pfade.